# サンリオエンターテイメント
株式会社サンリオエンターテイメント（Sanrio Entertainment Co., Ltd.）は、テーマパーク運営を事業内容とする、サンリオの100 %子会社。

## 概要
2009年7月1日に、サンリオグループのテーマパーク事業再編の一環として、株式会社サンリオ、株式会社サンリオピューロランド、株式会社ハーモニーランドで保有するテーマパーク事業資産・負債を集約するために新設された。企業分割の法的形式としては、分社型新設分割に該当する。一体運営を行うことで事業効率の改善と、資産の帰属一元化による事業採算の明確化、意志決定の迅速化を行い、テーマパーク事業における収益力、競争力の向上を図っている。

## 沿革
- 2009年5月14日 - 株式会社サンリオ取締役会で、株式会社サンリオ、株式会社ピューロランド、株式会社ハーモニーランドを2009年7月1日をもって、テーマパーク事業を株式会社サンリオエンターテイメントに継承することを決議。
- 2009年7月1日 - 株式会社サンリオエンターテイメント発足。

※サンリオエンターテイメントの初代社長は、佐藤誠が就任。2014年1月同氏は退任し、同時に会長職制を一旦廃止、株式会社サンリオ代表取締役社長の辻信太郎が社長兼務を行っていた。
- 2018年7月2日 - 2018年3月期（第9期）の決算公告が公開され、サンリオエンターテイメントは1億2700万円の最終利益となり、黒字化を達成した[4]。
- 2019年6月28日 - サンリオピューロランド館長の小巻亜矢が当日付けで代表取締役社長に就任し[5]、同時に会長職制を復活させ、辻信太郎が再び会長に就いている。

## 運営施設
- サンリオピューロランド（東京都多摩市）
- ハーモニーランド（大分県速見郡日出町）

## 関連会社
- サンリオ
- ココロ - サンリオの100 %子会社。アトラクション向けロボットを提供。